# Lac Houlière
Le lac Houlière est un plan d'eau douce tributaire de la rivière Manouane, situé sur la rive Nord-Ouest du fleuve Saint-Laurent, dans le territoire non organisé de Mont-Valin, dans la municipalité régionale de comté (MRC) de Fjord-du-Saguenay, dans la région administrative de la Saguenay-Lac-Saint-Jean, dans la province de Québec, au Canada.
La foresterie constitue la principale activité économique du secteur ; les activités récréotouristiques en second.
La zone du lac Houlière est desservie par des routes forestières secondaires pour les besoins de la foresterie, des activités récréotouristiques et l’hydroélectricité. La route forestière R0251 passe du côté Ouest de la rivière Péribonka, desservant indirectement la zone du lac Houlière,,.
La surface du lac Houlière est habituellement gelée de la fin novembre au début avril, toutefois la circulation sécuritaire sur la glace se fait généralement de la mi-décembre à la fin mars.

## Géographie
Les principaux bassins versants voisins du lac Houlière sont :
- côté Nord : ruisseau Boisvert, rivière Manouane, lac Duhamel ;
- côté Est : rivière Manouane, rivière du Castor-Qui-Cale, lac à Paul, rivière Naja ;
- côté Sud : rivière Houlière, rivière Manouane, rivière Alma, rivière du Portage ;
- côté Ouest : lac Péribonka, rivière Péribonka, Petite rivière Shipshaw[1].

Le lac Houlière comporte une longueur de 5,0 km, une largeur maximale de 1,9 km et une altitude de 355 m.
L’embouchure du lac Houlière est localisée au Nord du lac, soit à :
- 14,2 km au Nord de l’embouchure de la rivière Houlière (confluence avec la rivière Manouane ;
- 9,5 km à l’Ouest du cours de la rivière Manouane ;
- 14,3 km au Nord de l’embouchure du lac Péribonka (traversé par la rivière Péribonka) ;
- 29,7 km au Nord-Ouest d’une baie de la rive Nord-Ouest du réservoir Pipmuacan ;
- 39,9 km au Nord de l’embouchure de la rivière Manouane (confluence avec la rivière Péribonka) ;
- 142,3 km au Nord de l’embouchure de la rivière Péribonka ;
- 159,5 km au Nord-Ouest du centre-ville de Saguenay[1].

À partir de l’embouchure du lac Houlière, le courant suit le cours de la rivière Houlière sur 15,8 km vers le Sud-Est, la rivière Manouane sur 36,1 km vers le Sud, le cours de la rivière Péribonka sur 143,3 km vers le Sud, traverse le lac Saint-Jean sur 29,3 km vers l’Est, puis emprunte sur 155 km le cours de la rivière Saguenay vers l’Est jusqu'à la hauteur de Tadoussac où il conflue avec le fleuve Saint-Laurent.

## Toponymie
Jadis, ce plan d’eau était désigné « Lac au Sable ».
Le toponyme « Lac Houlière » a été officialisé le 5 décembre 1968 par la Commission de toponymie du Québec.